# Кислов Ігор Миколайович
І́гор Микола́йович Кисло́в (нар. 19 липня 1966, Донецьк, СРСР) — український та туркменський футболіст, футбольний функціонер. Відомий насамперед завдяки виступам у складі полтавської «Ворскли», кропивницької «Зірки», болгарського «Етира» та збірної Туркменістану.

## Життєпис
Ігор Кислов народився в Донецьку. З 1973 по 1981 рік навчався в середній школі № 20, після чого вступив до СПТУ № 27 на спеціальність «автослюсар», яке закінчив у 1984 року. Суміщав навчання з грою у футбол та хокей. У 1984 році дебютував у дублюючому складі «Шахтаря». Того ж року був викликаний до лав Радянської армії. Службу проходив у Бахмуті, де грав за місцеву аматорську команду. У 1987 році виступав за куп'янський «Металург» та харківський «Металіст», у якому грав переважно за дублюючий склад (12 матчів, 1 гол), а також зіграв у фіналі кубку Федерації футболу СРСР.
У 1988 році Віктор Пожечевський запросив Кислова до полтавської «Ворскли», де той одразу ж став одним з провідних гравців та головних бомбардирів команди. В дебютному сезоні разом з командою здобув «срібло» української зони другої ліги чемпіонату СРСР.
З 1990 по 1995 рік виступав за кордоном. Найбільших успіхів досяг у складі болгарського «Етира», здобувши золоті нагороди чемпіонату. Нетривалий час був гравцем туніського «Сфаксьєна» та іншого болгарського клубу — «Дунав».
У 1996 році повернувся до України, приставши на пропозицію Пожечевського, що саме вивів «Ворсклу» до вищої ліги. У першому ж сезоні в найвищому дивізіоні полтавський клуб на чолі з капітаном команди Кисловим здобув «бронзу» чемпіонату України, встановивши своє найвище досягнення за час існування клубу. Яскрава та надійна гра Ігора Кислова привернула увагу Валерія Лобановського, що розглядав варіант запрошення 30-річного півзахисника до «Динамо», однак зрештою саме вік став на заваді тому, аби Кислов продовжив кар'єру в Києві.
У 1998 році Віктор Пожечевський залишив «Ворсклу» та очолив національну збірну Туркменістану. Потребуючи досвідчених футболістів для підсилення складу, він запропонував прийняти туркменське громадянство в тому числі й Кислову, який погодився захищати кольори збірної на Літніх Азійських іграх 1998. Великою мірою саме два голи Кислова у ворота збірної Південної Кореї та м'яч у ворота індійців дозволили туркменам потрапити до вісімки найкращих команд Азії.
Того ж року Ігор Кислов перейшов до лав кропивницької «Зірки», за яку відіграв два повноцінні сезони. Протягом 2000—2001 років Кислов захищав кольори сімферопольської «Таврії», а у 2002 році завершив активні виступи та обійняв посаду тренера-викладача з футболу в СДЮШОР. У серпні наступного року був призначений директором ДЮСШ «Ворскла» з футболу ім. І. І. Горпинка.
У листопаді 2006 року Кислова було призначено на посаду начальника відділу фізкультури і спорту управління у справах сім'ї, молоді та спорту виконавчого комітету Полтавської міської ради, а у березні 2011 року він очолив фізкультурно-спортивне товариство «Україна».

## Досягнення
- Чемпіон Болгарії (1): 1990/91
- Бронзовий призер чемпіонату України (1): 1996/97
- Бронзовий призер першої ліги чемпіонату Болгарії (1): 1994/95
- Срібний призер 6-ї зони другої ліги чемпіонату СРСР (1): 1988